# Gβγ複合体

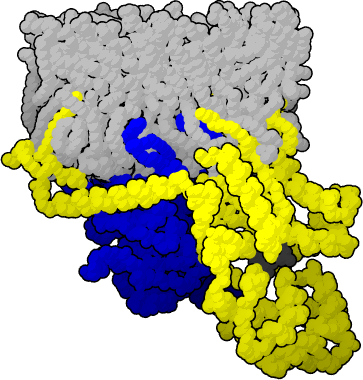
仮想的な脂質アンカーと共に描画されたヘテロ三量体Gタンパク質。GDPは黒、αサブユニットは黄色、βγ複合体は青、膜は灰色で描かれている。

Gβγ複合体（英: Gβγ complex）はヘテロ三量体Gタンパク質の構成要素であり、Gタンパク質βサブユニットとγサブユニットから構成される、強固に結合した二量体型タンパク質複合体である。ヘテロ三量体Gタンパク質またはヘテロ三量体GTP結合タンパク質は、α、β、γ（Gα、Gβ、Gγ）と呼ばれる3つのサブユニットから構成される。Gタンパク質共役受容体（GPCR）が活性化されると、GαはGβγから解離し、双方のサブユニットがそれぞれ下流へシグナル伝達機能を果たす。また、GβγはGαの阻害も主要な機能の1つである。

## 歴史
ヘテロ三量体Gタンパク質の個々のサブユニットは1980年、アデニル酸シクラーゼの調節因子の精製の成功、そしてそれが分子量の異なる3つのポリペプチドからなることが解明されたことから同定された。当初、最大のサブユニットであるGαが主要なエフェクター調節サブユニットであり、Gβγは主にGαの不活性化と膜結合性の向上を担うと考えられていた。しかしながら、精製されたGβγ複合体が心臓のムスカリン性カリウムチャネルを活性化することが判明し、Gβγの下流へのシグナル伝達効果が発見された。その直後、酵母の接合因子受容体共役Gタンパク質と結合したGβγ複合体がフェロモン応答を開始することが発見された。これらの仮説は当初は議論となったが、その後、GβγはGαと同様に多くの異なるタンパク質標的を直接調節していることが示された。
近年、網膜桿体光受容体におけるGβγ複合体の役割の可能性が検討され，Gα不活性化の維持に関するいくつかの証拠が得られている。しかし、これらの結論は非生理的条件下のin vitroでの実験から得られたものであり、視覚におけるGβγ複合体の生理的役割は未だ明らかではない。しかし、最近のin vivoでの知見では、低光量条件下での桿体光受容体の機能にはトランスデューシンのGβγ複合体が必要であることが示されている。

## 構造
GβγはGβとGγの2つのポリペプチドから構成される二量体であるが、これらが個々のサブユニットへ分離することはなく、それぞれに独立した機能は見つかっていないため、機能的には単量体のように機能する。Gβサブユニットはβプロペラファミリーのタンパク質であり、このファミリーのタンパク質はプロペラ型に配置された逆平行βシートからなる羽根によって構成され、各βシートは通常4本から8本で構成される。Gβサブユニットは7枚の羽根からなるβプロペラを持ち、各羽根は中心軸の周囲に配置され、4本の逆平行βシートから構成される。アミノ酸配列には約40アミノ酸からなるWDリピートモチーフが7つ存在する。各リピートは高度に保存されており、リピートの名称の由来となっているTrp（W）-Asp（D）ジペプチドがそれぞれに存在する。GγサブユニットはGβサブユニットよりもかなり小さく、それ自体では不安定である。フォールディングにはGβとの相互作用が必要であり、二量体間の密接な結合が説明される。Gβγ二量体では、Gγサブユニットは疎水性相互作用によってGβの外側に巻き付いている。2つのサブユニットのN末端のヘリカルドメインは互いにコイルドコイルを形成し、通常は二量体のコアから突出している。
これまでに、哺乳類では5種類のβサブユニットと11種類のγサブユニットが同定されている。Gβの遺伝子は非常に類似した配列を持つのに対し、Gγの遺伝子にはより大きな多様性がみられ、Gβγ二量体の機能的特異性は関与しているGγサブユニットのタイプに依存している可能性が示唆される。構造的に興味深い他の点として、Gβγ二量体の表面には多様なペプチドと結合するいわゆる「ホットスポット」が発見されており、Gβγがさまざまなエフェクター分子と相互作用する能力に寄与していると考えられている。

### 合成と修飾
各サブユニットの合成は細胞質基質で行われる。βサブユニットのフォールディングはCCT（chaperonin containing tailless-complex polypeptide 1）と呼ばれるシャペロンによって補助されていると考えられており、このシャペロンはフォールディングしたサブユニットの凝集も防いでいる。そして2つ目のシャペロンであるPhLP（phosducin-like protein）がCCT/Gβ複合体に結合し、リン酸化され、CCTの解離とGγの結合を可能にする。最後にPhLPが放出されてGαの結合部位が露出し、最終的な三量体が小胞体で形成され、細胞膜へ標的化される。GγサブユニットはGβへの結合に先立ってプレニル化（脂質分子の付加による共有結合修飾）が行われていることが知られている。Gβへの修飾は知られていない。このプレニル化はサブユニットと膜脂質や他のタンパク質との相互作用に関与していると考えられている。

## 機能
Gβγ複合体はGPCRのシグナル伝達カスケードに必要不可欠な要素である。Gβγ複合体には2つの主要な状態が存在し、それぞれ異なる機能を発揮する。GβγはGαと相互作用しているときには、Gαの負の調節因子として機能する。ヘテロ三量体中でGβγ二量体はGαのGDPに対する親和性を高め、Gタンパク質は不活性状態となる。Gαサブユニットが活性化状態となるためには、GPCRによって誘導されるヌクレオチド交換が必要である。適切な受容体に対する特異性を示すのはGβγ二量体であり、GγサブユニットがGαサブユニットとGPCRとの相互作用を強化していることが示されている。GPCRは細胞外のリガンドによって活性化され、その後Gαサブユニットのコンフォメーション変化を引き起こすことでGタンパク質ヘテロ三量体を活性化する。その結果、GDPはGTPによって置き換えられるとともに、GαとGβγ複合体が解離する。
| エフェクター                              | シグナル伝達効果 |
| ----------------------------------------- | ---------------- |
| GIRK2                                     | 活性化           |
| GIRK4                                     | 活性化           |
| N型カルシウムチャネル                     | 阻害             |
| P型/Q型カルシウムチャネル                 | 阻害             |
| ホスホリパーゼA                           | 活性化           |
| PLCβ1                                     | 活性化           |
| PLCβ2                                     | 活性化           |
| PLCβ3                                     | 活性化           |
| アデニル酸シクラーゼ I、III、V、VI、VII型 | 阻害             |
| アデニル酸シクラーゼ II、IV型             | 活性化           |
| PI3K                                      | 阻害             |
| βARK1                                     | 活性化           |
| βARK3                                     | 活性化           |
| Raf-1                                     | 活性化           |
| Ras                                       | 活性化           |
| ブルトン型チロシンキナーゼ                | 活性化           |
| Tskチロシンキナーゼ                       | 活性化           |
| ARF                                       | 活性化           |
| 細胞膜Ca2+ATPアーゼ                       | 活性化           |
| p21活性化キナーゼ                         | 阻害             |
| SNAP25                                    | 阻害             |
| PREX1                                     | 活性化           |

いったんGαとGβγが分離すると、それぞれ異なるシグナル伝達経路に関与する。GβγにはGαからの解離後もコンフォメーション変化は生じず、二量体のシグナル伝達分子として作用する。Gβγ二量体は多くの異なるエフェクター分子とタンパク質間相互作用を行うことが知られている。GβとGγのサブタイプの組み合わせによって異なるエフェクター分子に影響が生じ、またGαサブユニットと相乗的に機能する場合も排他的に機能する場合もある。
Gβγによるシグナル伝達は多様であり、さまざまなエフェクター分子との相互作用に依存して、多くの下流のイベントが阻害された活性化されたりする。GβγはGタンパク質質共役型内向き整流性カリウムチャネルやカルシウムチャネルなどのイオンチャネルを調節することが発見されている。ヒトの末梢血単核細胞では、Gβγ複合体はERK1/2のリン酸化を活性化することが示されている。Gβγによるシグナル伝達の他の例としては、アデニル酸シクラーゼの活性化または阻害によって、細胞内のセカンドメッセンジャーであるcAMPを増減させる作用がある。Gβγシグナルの詳細な例は表を参照。しかし、Gβγシグナルの全貌はいまだ解明されていない。

## 医学的意義

### 薬剤設計
Gβγサブユニットはさまざまな細胞シグナル伝達に関与しており、そのためさまざまな疾患の治療薬の標的としての可能性の研究が現在行われている。しかしながら、Gβγサブユニットを標的とした薬剤の設計の際には、いくつかの留意点があることが認識されている。
1. GβγサブユニットはGαサブユニットとの結合によるヘテロ三量体型Gタンパク質の形成に必要不可欠であり、それによってGPCRへの結合が可能となる。そのため、Gβγサブユニットのシグナル伝達を阻害する薬剤は、ヘテロ三量体Gタンパク質の形成やGαサブユニットのシグナル伝達に干渉してはならない。
2. Gβγの発現は体内のほぼすべての細胞で普遍的であり、そのためこのサブユニットを阻害する薬剤によって多くの副作用が生じる可能性がある。
3. 特定のエフェクターへのGβγの共役を標的とし、正常なGタンパク質の回転やヘテロ三量体の形成に干渉しない低分子阻害剤は、一部の特定の疾患に対する治療薬として機能する可能性がある[17]。

### 治療標的としてのGβγ
Gβγサブユニットの作用を変えることで、ある種の病状の治療に役立てる研究が行われている。Gβγシグナルは、心不全、炎症、白血病など、さまざまな症状への関与が調べられている。

#### 心不全
心不全は心臓細胞でのβアドレナリン受容体（βAR）シグナルの喪失によって特徴づけられる場合がある。βARはアドレナリンやノルアドレナリンなどのカテコールアミンによって刺激され、正常な場合には心収縮を強化する。しかし心不全の場合には、カテコールアミンが持続的に高いレベルで存在し、βARの慢性的な脱感作が生じる。その結果、心収縮の強度が低下する。一部の研究では、この慢性的な脱感作はキナーゼGRK2の過剰の活性化によるものであることが示唆されている。GRK2は特定のGPCRをリン酸化して不活性化する。GPCRが活性化されると、GβγサブユニットはGRK2をリクルートし、GRK2はβARなどのGPCRをリン酸化し、脱感作する。そのため、GβγサブユニットとGRK2との相互作用の阻害は心収縮機能の強化の標的としての研究が行われている。開発された分子であるGRK2ctは、Gβγのシグナル伝達を阻害するタンパク質性の阻害因子であるが、Gαサブユニットのシグナル伝達には干渉しない。マウスの心不全モデルにおいて、GRK2ctの過剰発現はGβγによるシグナル伝達を遮断することで心機能を大きくレスキューすることが示されている。他の研究では、心不全患者から採取された生検試料において、心筋細胞でのウイルスを用いたGRK2ctの過剰発現が行われており、心収縮機能の改善がみられている。

#### 炎症
特定のケモカインによって特定のGPCRが活性化されると、Gβγは直接PI3Kγを活性化する。PI3Kγは炎症に寄与する好中球のリクルートに関与している。PI3Kγの阻害によって、炎症は大きく低減されることが発見されている。PI3Kγは炎症の促進に関与する多くの種類のケモカインや受容体に共通するシグナル伝達エフェクター分子であるため、炎症の防止を目的とした標的分子となる。標的となるのはPI3Kγであるものの、PI3Kγとは異なる機能を果たす他のPI3Kのアイソフォームも存在する。PI3KγはGβγによって特異的に調節されているのに対し、他のPI3Kのアイソフォームは主に他の分子によって調節されているため、Gβγシグナルの阻害は炎症の治療薬に必要とされる特異性をもたらすと考えられる。

#### 白血病
GβγはRhoGEFであるPLEKHG2を活性化することが示されている。PLEKHG2は多くの白血病細胞株やマウスの白血病モデルでアップレギュレーションされている。RacとCDC42の活性化やアクチン重合によるリンパ球の走化性は、Gβγによって活性化されたRhoGEFによって調節されていると考えられている。そのため、Gβγを阻害する薬剤は白血病の治療薬となる可能性がある。